# 1864 en musique classique
| \| • Retour à la chronologie générale de la musique classique • \| |
| Grèce • Rome • Haut Moyen Âge • VIIIe siècle • IXe siècle • Xe siècle • XIe siècle XIIe siècle • XIIIe siècle • XIVe siècle • XVe siècle • XVIe siècle • XVIIe siècle XVIIIe siècle • XIXe siècle • XXe siècle • XXIe siècle |
| • Retour à la chronologie générale de la musique classique • |

| Années en musique classique : 1861 - 1862 - 1863 - 1864 - 1865 - 1866 - 1867    |
| Décennies en musique classique : 1830 - 1840 - 1850 - 1860 - 1870 - 1880 - 1890 |

## Événements
- 14 mars : La Petite messe solennelle de Gioachino Rossini, créée à Paris.
- 19 mars : Mireille, opéra de Charles Gounod, créé  au Théâtre Lyrique à Paris.
- 17 mai : Ja, vi elsker dette landet, hymne national norvégien composé par Rikard Nordraak, joué pour la fête nationale.
- 17 décembre : La Belle Hélène, opéra-bouffe de Jacques Offenbach, sur un livret de Henri Meilhac et Ludovic Halévy, créé au théâtre des Variétés, à Paris.

Date indéterminée
- Le jeune roi Louis II de Bavière fait connaître à Richard Wagner l'admiration qu'il lui porte et commence à soutenir et à aider le compositeur.

## Naissances

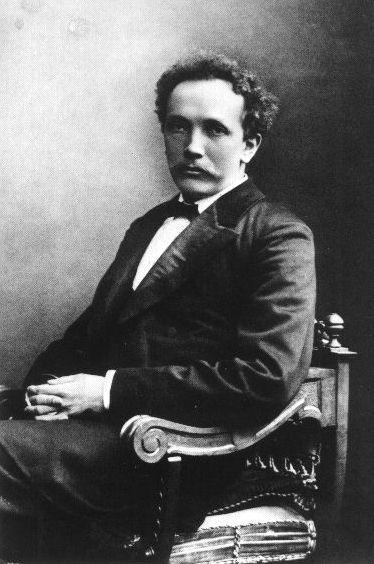
Richard Strauss

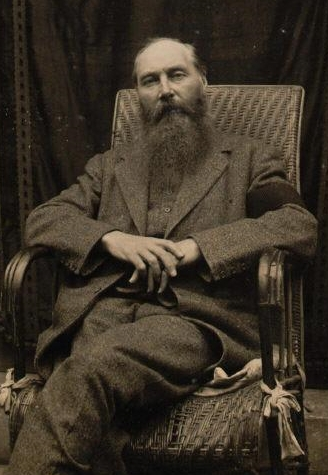
Guy Ropartz

- 8 janvier : Marie Renard, mezzo-soprano autrichienne († 19 octobre 1939)
- 7 février : Ricardo Castro, pianiste et compositeur mexicain († 28 novembre 1907).
- 13 février : Hugo Becker, violoncelliste et compositeur allemand († 30 juin 1941).
- 26 février : Alfred Bachelet, compositeur et chef d'orchestre français († 10 février 1944).
- 27 février : Joseph Jemain, organiste, chef d'orchestre et compositeur français († 1954).
- 15 mars : Johan Halvorsen, chef d'orchestre norvégien († 4 décembre 1932).
- 23 mars : Louis Glass, compositeur danois († 22 janvier 1936).
- 29 mars : Henri Lutz, compositeur français († 9 septembre 1919).
- 10 avril : Eugen d’Albert, compositeur et pianiste allemand († 3 mars 1932).
- 4 mai : Eleanor Everest Freer, compositrice et philanthrope américaine († 13 décembre 1942).
- 16 mai : Henri Quittard, musicologue et critique musical français († 21 juillet 1919).
- 2 juin : August von Othegraven, compositeur allemand († 11 mars 1946).
- 11 juin : Richard Strauss, compositeur et chef d'orchestre allemand. († 8 septembre 1949).
- 15 juin : Joseph-Guy Ropartz, compositeur français († 22 novembre 1955).
- 29 juin : Anton Beer-Walbrunn, compositeur allemand († 22 mars 1929).
- 5 juillet : Stephan Krehl, compositeur, pédagogue et théoricien allemand († 9 avril 1924).
- 6 juillet : Alberto Nepomuceno, compositeur brésilien († 16 octobre 1920).
- 20 juillet : Gaston Carraud, compositeur français († 15 juin 1920).
- 13 août : Henri Woollett, compositeur français († 9 octobre 1936).
- 18 août : Gemma Bellincioni, soprano italienne († 23 avril 1950).
- 7 septembre : Giovanni Tebaldini, compositeur, musicologue, pédagogue, organiste et chef d'orchestre italien († 11 mai 1952).
- 7 octobre : Louis F. Gottschalk, compositeur, chef d'orchestre et producteur de cinéma américain († 15 juillet 1934).
- 11 octobre : 
  - Alix Fournier, compositeur français († 12 septembre 1897).
  - Ludwig Rottenberg, compositeur et chef d'orchestre allemand/autrichien († 6 mai 1932).
- 23 octobre : Achille Fortier, compositeur et professeur québécois († 19 août 1939).
- 24 octobre : Franco Leoni, compositeur italien († 8 février 1949).
- 25 octobre : Alexandre Gretchaninov, compositeur russe († 3 janvier 1956).
- 31 octobre : Alicia Adélaide Needham, compositrice irlandaise de chants et de ballades († 24 décembre 1945).
- 8 novembre : Louis de Serres,  organiste et compositeur français († 25 décembre 1942).
- 10 novembre : Alexandre Levy, compositeur, pianiste et chef d'orchestre brésilien († 17 janvier 1892).
- 11 novembre : Emma Zilli, soprano italienne († 1901).
- 16 novembre :
  - Florence Maude Ewart, violoniste, professeur de musique et compositrice britannique († c.8 novembre 1949).
  - Inga Lærum Liebich, compositrice norvégienne († 15 septembre 1892).
- 7 décembre : Sibyl Sanderson, soprano américaine († 16 mai 1903).
- 31 décembre : Alessandro Longo, compositeur et musicologue italien († 3 novembre 1945).

Date indéterminée
- Rodolfo Ferrari, chef d'orchestre italien († 10 janvier 1919).
- Alekseï Tsereteli, prince géorgien et impresario d'opéra russe († 1942).

## Décès

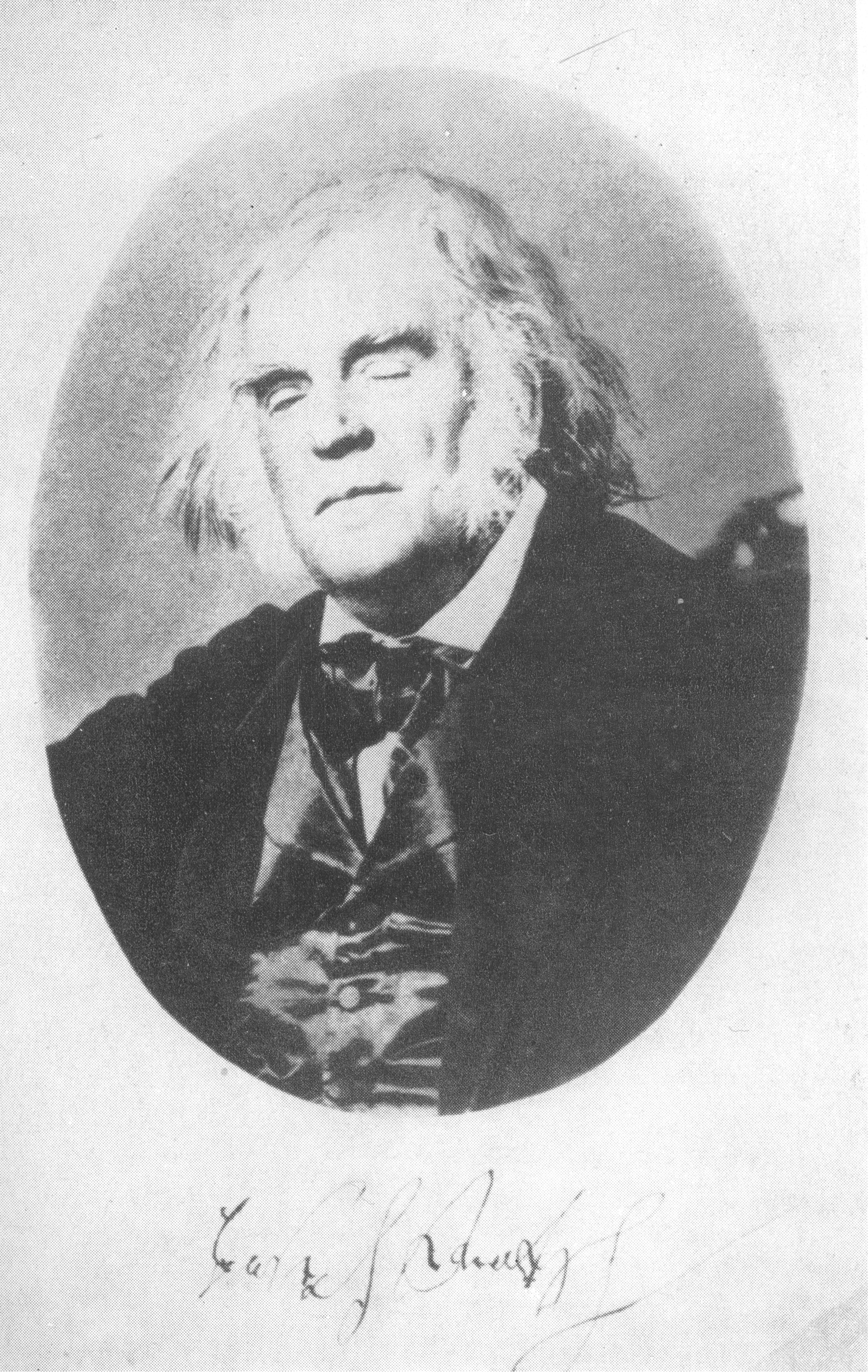
Josef Proksch

- 4 janvier : Mateo Ferrer, compositeur espagnol (° 25 février 1788)
- 8 janvier : Victor Dourlen, compositeur français (° 3 novembre 1780).
- 23 janvier : Michele Puccini, compositeur italien (° 27 novembre 1813).
- 3 mars : Girolamo Salieri, clarinettiste et  compositeur italien (° 14 juin 1794).
- 2 mai : Giacomo Meyerbeer (de son vrai nom Jakob Liebmann Beer), compositeur allemand (° 5 septembre 1791).
- 8 mai : César Malan, enseignant, pasteur protestant et compositeur de cantiques (° 7 juillet 1787).
- 10 mai : Joaquína Sitchez, soprano espagnole (° 28 juillet 1780)
- 26 mai : Carl Augustin Grenser, flûtiste allemand et un historien de la musique († 14 décembre 1794).
- 2 octobre : Ernest Bourget, auteur dramatique, parolier et librettiste français (° 10 mars 1814).
- 10 octobre : Jacques-François Gallay, compositeur, pédagogue et corniste français (° 8 décembre 1795).
- 20 décembre : Josef Proksch, pianiste et pédagogue tchèque (° 4 août 1794).

Date indéterminée
- Giovanni David, ténor italien (° 15 septembre 1790).